# Franciszek Tabaczyński
Franciszek Tabaczyński (ur. 11 września 1897 w Słońsku, zm. wiosną 1940 w Charkowie) – major piechoty Wojska Polskiego, kawaler Orderu Virtuti Militari, ofiara zbrodni katyńskiej.

## Życiorys
Syn Piotra i Marii z Lewandowskich urodzony 11 września 1897 w Słońsku, w powiecie inowrocławskim. Uczeń gimnazjum humanistycznego w Gnieźnie. Członek Towarzystwa im. Tomasza Zana i Tajnej Organizacji Niepodległościowej. Naukę przerwało mu powołanie do armii niemieckiej. Na froncie francuskim przebywał dwa lata. 
11 listopada 1918 wstąpił do Wojska Polskiego. Wcielony do III batalionu 2 pułku piechoty Legionów, w szeregach którego walczył na wojnie z bolszewikami. Był dwukrotnie ranny. W latach 1919–1920 awansował z kaprala na podporucznika, dowódcę kompanii karabinów maszynowych.
Po zakończeniu działań wojennych przeniesiony do 8 pułku piechoty Legionów. Od 1923 w 57 pułku piechoty jako dowódca kompanii. W 1924 awansowany na stopień kapitana i objął stanowisko dowódcy łączności pułku. 17 grudnia 1931 został awansowany na majora ze starszeństwem z dniem 1 stycznia 1932 i 53. lokatą w korpusie oficerów piechoty. W marcu 1932 został wyznaczony na stanowisko dowódcy batalionu. W sierpniu 1935 został przesunięty na stanowisko kwatermistrza. W marcu 1939 pełnił służbę w 7 Okręgowym Urzędzie Wychowania Fizycznego i Przysposobienia Wojskowego w Poznaniu na stanowisku komendanta Legii Akademickiej.

W 1939 służył w Ośrodku Zapasowym 26 Dywizji Piechoty. Po agresji ZSRR na Polskę w nieznanych okolicznościach dostał się do niewoli sowieckiej i przebywał w obozie w Starobielsku. Wiosną 1940 został zamordowany przez funkcjonariuszy NKWD w Charkowie i pogrzebany w bezimiennej mogile zbiorowej w Piatichatkach, gdzie od 17 czerwca 2000 mieści się oficjalnie Cmentarz Ofiar Totalitaryzmu w Charkowie. Figuruje na Liście Starobielskiej NKWD pod pozycją 3348.
5 października 2007 minister obrony narodowej Aleksander Szczygło mianował go pośmiertnie na stopień podpułkownika. Awans został ogłoszony 9 listopada 2007 w Warszawie, w trakcie uroczystości „Katyń Pamiętamy – Uczcijmy Pamięć Bohaterów”.

## Ordery i odznaczenia
- Krzyż Srebrny Orderu Virtuti Militari nr 684[13][14]
- Krzyż Walecznych (trzykrotnie)[14]
- Medal Pamiątkowy za Wojnę 1918–1921[1]
- Medal Dziesięciolecia Odzyskanej Niepodległości[1]
- Medal za Ratowanie Ginących (11 listopada 1934)[15][13]
- Odznaka za Rany i Kontuzje[16]
- Państwowa Odznaka Sportowa[16]
- Medal 10 Rocznicy Wojny Niepodległościowej (Łotwa)[17]